# Wereldkampioenschap dammen 1934 (match)
De match om het wereldkampioenschap dammen 1934 werd gespeeld van zaterdag 13 oktober 1934 tot dinsdag 23 oktober 1934 in Amsterdam tussen de Nederlander Reinier Cornelis Keller en de Franse titelverdediger Maurice Raichenbach. De wereldtitel werd behouden door Maurice Raichenbach met een score van 13-7.

## Resultaten
| Rang | Land | Naam                    | 1 | 2 | 3 | 4 | 5 | 6 | 7 | 8 | 9 | 10 | punten |
| ---- | ---- | ----------------------- | - | - | - | - | - | - | - | - | - | -- | ------ |
| 1    | FRA  | Maurice Raichenbach     | 2 | 1 | 1 | 1 | 2 | 1 | 1 | 2 | 1 | 1  | 13     |
| 2    | NED  | Reinier Cornelis Keller | 0 | 1 | 1 | 1 | 0 | 1 | 1 | 0 | 1 | 1  | 7      |

Toernooi:
1912 · 
1925 · 
1928 · 
1931 · 
1948 · 
1952 · 
1956 · 
1960 · 
1964 · 
1968 · 
1972 · 
1976 · 
1978/79 · 
1980 · 
1982 · 
1983 · 
1984 · 
1986 · 
1988 · 
1990 · 
1992 · 
1994 · 
1996/97 · 
2001 · 
2003 · 
2005 · 
2007 · 
2009 · 
2011 ·
2013 ·
2015 ·
2017 ·
2019 ·
2021 ·
2023 ·
2025

Match:
1932 · 
1933 · 
1934 · 
1936 · 
1936 · 
1937 · 
1938 · 
1945 · 
1947 · 
1951 · 
1954 · 
1958 · 
1959 · 
1961 · 
1965 · 
1968 · 
1969 · 
1972 · 
1973 · 
1974/75 · 
1979 · 
1981 · 
1983 · 
1984 · 
1985 · 
1987 · 
1990 · 
1991 · 
1993/94 · 
1996 · 
1998 · 
2003 · 
2004 · 
2006 · 
2009 ·
2013 ·
2015 ·
2016 ·
2018/19 ·
2022 ·
2024